# Ulisses Spiele
Die Ulisses Medien & Spiel Distributions GmbH bzw. Ulisses Spiele ist ein Rollenspiel-Verlag aus dem hessischen Waldems-Steinfischbach.

## Unternehmen
Die Firma wurde am 9. Dezember 1991 unter dem Namen Ulisses Spiele in Hofheim von Ulrich Roos gegründet. Über die Namensgebung sagte Firmengründer Ulrich Roos, dass er zur Zeit der Gründung sehr von James Joyce’ Roman Ulysses beeindruckt gewesen sei. So sei, in Anspielung auf seinen Vornamen Ulrich, der Name Ulisses entstanden. Zudem sei Roos der Bezug auf Odysseus und seine abenteuerlichen Irrfahrten für das riskante Unternehmen, eine Firma mit einem Startkapital von 1000 DM zu gründen, adäquat erschienen.
Ulisses Spiele ist im Bereich der Fantasy- und Science-Fiction-Spiele aktiv (seien es Rollenspiele, Tabletops, Brett- oder Kartenspiele) und hat sich im Laufe der Zeit – neben Pegasus Spiele – zu einem der größten Distributoren der Branche entwickelt. Seit dem 20. April 2007 übernahm Ulisses-Spiele die Produktion des größten und erfolgreichsten deutschsprachigen Rollenspiels Das Schwarze Auge mit zahlreichen Zusatzprodukten von Fantasy Productions, das bis heute vertrieben wird. Seit dem 18. September 2009 veröffentlicht Ulisses Spiele auch die deutsche Version des Pathfinder-Rollenspiels als Lizenznehmer von Paizo Publishing. Der Verlag war Lizenznehmer von Warmachine und Hordes, zwei Tabletop-Spielen aus dem Hause Privateer Press und dem Science-Fiction-Tabletop Infinity von Corvus Belli.
Im Jahre 2009 erschien John Sinclair, ein so genanntes „Abenteuerspiel“, welches mit dem Sonderpreis des RPC-Fantasy-Award ausgezeichnet wurde. Zur SPIEL 2010 brachte Ulisses Spiele das Justifiers-Abenteuerspiel zusammen mit Markus Heitz heraus.
Ulisses Spiele ist Rechteinhaber für die Rollenspielreihen Das Schwarze Auge, Die Schwarze Katze, Das Land Og, Dieseldrachen, HeXXen 1733, Myth, Space 1889, Torg und Fading Suns. Der Verlag setzt seit der Abgabe der Vertriebstätigkeit auf Crowdfundings, etwa zu Vampire die Maskerade, Werwolf, Fragged Empire, Ninja All Stars, Handbücher des Drachen, I am Zombie, Kobold Press Handbücher, Das Land Og sowie diverse Produkte für Pathfinder und Das Schwarze Auge.
2016 wurde ein für Das Schwarze Auge vorgesehenes Regelwiki eröffnet, in dem alle Regelelemente des Rollenspiels kostenlos zur Verfügung stehen. Gleiches gibt es für HeXXen 1733. Im Rahmen des seit 2016 bestehenden Scriptorium erlaubt der Verlag Drittanbietern, Zusatzprodukte für die eigenen Spiele zu erstellen und unterstützt die dortige Community durch verschiedene Layoutpakete und Youtube-Tutorials. Im Rahmen der Auseinandersetzung um die Open Game License im Januar 2023 erklärte der Verlag, alle eigenen Spiele unter die Open RPG Creative (ORC) Lizenz zu stellen.

### Neuausrichtung auf die Verlagstätigkeit
Am 5. Juli 2017 gab Ulisses Spiele im Rahmen einer Pressemitteilung bekannt, den Großhandel, Vertrieb und Support ihrer Tabletop-Vertriebslizenzen (mit sofortiger Wirkung) an die Brauer & Pfeiffer Brett- und Rollenspieler Team GmbH (kurz BURST) abzugeben und sich künftig auf die Tätigkeit als Spiele-Verlagshaus/Publisher konzentrieren zu wollen.

### Übernahme von Sigil Services
Am 19. April 2023 gab Ulisses Spiele im Rahmen einer Pressemitteilung bekannt, den Dienstleister Sigil-Services in den Vereinigten Staaten von Amerika übernommen zu haben. Damit baut Ulisses Spiele seine Online-Geschäfte stark aus.

## Produkte
Ulisses Spiele verlegt die folgenden Spiele bzw. Spielsysteme:

### Rollenspiele
- Das Schwarze Auge (Myranor erschien bis Ende 2017 unter Lizenz beim Uhrwerk-Verlag)
- Die Schwarze Katze – Vierbeiner als Fantasy-Helden in der Welt des Schwarzen Auges.
- Das Land OG
- Fading Suns
- HeXXen 1733
- TORG
- Alien – Das Rollenspiel
- Äventyr – Ein Rollenspiel speziell für jüngere Kinder
- Battletech (bis April 2023)[4]
- Dune – Abenteuer im Imperium
- Dungeons & Dragons 5. Edition (unter Open Game License)
- Earthdawn
- Fallout: Das Rollenspiel – zur Spieleserie Fallout
- Fragged Empire
- Pathfinder
- Savage Worlds
- Savage Pathfinder – eine Savage Worlds Anpassung für die Pathfinder-Welt Golarion.
- Sentinel Comics – ein Comic-Superhelden Rollenspiel
- Star Wars (Am Rande des Imperiums, Zeitalter der Rebellion, Macht & Schicksal)
- Starfinder – ein Science Fantasy Rollenspiel
- Tails of Equestria – Das Rollenspiel zu My Little Pony
- Tales from the Loop – Rollenspiel zur Vorlage der Fernsehserie
- Warhammer 40.000 – Wrath & Glory
- Warhammer Fantasy Rollenspiel – 4. Edition
- Welt der Dunkelheit - Jubiläumsausgaben:
  - Vampire: Die Maskerade Jubiläumsausgabe
  - Werwolf: Die Apokalypse Jubiläumsausgabe
  - Magus: Die Erleuchtung Jubiläumsausgabe
- Welt der Dunkelheit 5. Edition:
  - Vampire: Die Maskerade 5. Edition (V5)
  - Jäger: die Vergeltung (H5 bzw. J5)
  - Werwolf: Die Apokalypse 5. Edition (W5)

### Brettspiele
- Orkensturm – Beeinflussung von wichtigen Persönlichkeiten im Mittelreich, um die Krise zwischen dem Usurpator Answin und dem Reichsbehüter Brin zu entscheiden.
- Aventuria – Kartenspiel mit zwei Spielmodi: einem Duellmodus und einem kooperativen Abenteuermodus, in dem die Helden gemeinsam ein Abenteuer gegen das Spiel bestehen müssen.
- Fireteam Zero – kooperativer Dungeoncrawler in einem alternativen Zweiten Weltkrieg mit übernatürlichen Feinden.
- Schatten der Macht – strategisches Brettspiel von Machtgruppen in ganz Aventurien.
- Fighting Fantasy Quest: The Warlock of Firetop Mountain – Kooperativer Dungeon Crawler basierend auf der weltbekannten Fighting-Fantasy-Buchreihe von Ian Livingstone und Steve Jackson.